# Myllaena serrano
Myllaena serrano är en skalbaggsart som beskrevs av Jan Klimaszewski 1982. Myllaena serrano ingår i släktet Myllaena och familjen kortvingar. Inga underarter finns listade i Catalogue of Life.